# Lực lượng vòng ngoài
Lực lượng vòng ngoài hay Lực lượng bao phủ (tiếng Anh: covering force) là một lực lượng quân sự được giao nhiệm vụ hoạt động cùng với một lực lượng lớn hơn, với vai trò cung cấp một tuyến tiền đồn bảo vệ mạnh mẽ (bao gồm cả hoạt động chiến đấu trước lực lượng chính), tìm kiếm và tấn công lực lượng địch hoặc bảo vệ lực lượng chính khỏi bị tấn công.
Quân đội Mỹ đưa ra định nghĩa sau đây về vai trò của một lực lượng vòng ngoài bao gồm:
Một lực lượng vòng ngoài là một lực lượng có khả năng hoạt động độc lập với lực lượng chính, không giống như lực lượng cảnh báo hoặc lực lượng bảo vệ. Một lực lượng vòng ngoài, hoặc một phần của nó, thường trở nên quyết liệt khi chiến đấu với lực lượng của kẻ thù. Do đó, lực lượng vòng ngoài phải có đủ sức mạnh chiến đấu để thu hút kẻ thù và hoàn thành nhiệm vụ. Một lực lượng vòng ngoài chạm trán tình huống chiến đấu sớm hơn lực lượng cảnh báo hoặc một lực lượng bảo vệ. Nó chiến đấu lâu hơn và thường xuyên hơn và nhằm đánh bại các lực lượng kẻ thù lớn hơn.
...
Một lực lượng vòng ngoài hoàn thành tất cả các nhiệm vụ cảnh báo và bảo vệ lực lượng. Một lực lượng vòng ngoài có vai trò lực lượng đồn trú thực hiện một nhiệm vụ phòng thủ, trong khi một lực lượng vòng ngoài khác có vai trò di chuyển thường xuyên chuyên tiến hành các hoạt động tấn công. Một lực lượng vòng ngoài thường hoạt động tuyến phía trước của lực lượng chính trong chiến dịch tấn công hoặc phòng thủ, hoặc về tuyến phía sau cho một cuộc rút lui. Các trường hợp không thường xuyên là thực hiện vai trò lực lượng bảo vệ bên sườn của quân đội, nhưng thường là một nhiệm vụ cảnh báo hoặc bảo vệ. Một lực lượng vòng ngoài nắm bắt đề xuất tấn công phù hợp cho bộ chỉ huy chính cho phép các chỉ huy tấn công quyết đoán. Khi chỉ huy lực lượng chính nhận thấy một cánh quân kẻ thù nguy hiểm đối với một trong các cánh bên quân đội, người chỉ huy thường triển khai một lực lượng bao bọc sườn. Lực lượng đó thực hiện nhiệm vụ theo cách tương tự như một đơn vị bảo vệ sườn thực hiện nhiệm vụ.
Trong Thế chiến II, lực lượng chính thuộc Hạm đội Nhà của Anh thường xuyên triển khai ra biển Na Uy để cung cấp một lực lượng bao phủ dày đặc để bảo vệ các đoàn tàu Bắc Cực khỏi sự tấn công của các tàu chiến Đức đóng tại Na Uy đang bị chiếm đóng. Các trận sông Driniumor cũng cung cấp một ví dụ về một hoạt động chiến đấu vòng ngoài.